# Xanthoparmelia neotucsonensis
Xanthoparmelia neotucsonensis är en lavart som beskrevs av Elix. Xanthoparmelia neotucsonensis ingår i släktet Xanthoparmelia och familjen Parmeliaceae.   Inga underarter finns listade i Catalogue of Life.